# RENFE 272 sorozat
A RENFE 272 sorozat egy spanyol (2′Co)(Co2′) tengelyelrendezésű, 1668 mm-es nyomtávolságú, 3 kV egyenáramú villamosmozdony-sorozat. 1927-ben gyártotta a Sociedad Española de Construcciones Babcock y Wilcox és a Brown, Boveri & Cie, majd 1929-ben állt forgalomba. Összesen 12 db készült belőle. A Renfe 1976-ban selejtezte a sorozatot, egy példánya a Katalán vasúti múzeumba került.